# Object Pascal
Object Pascal (с англ. — «Объектный Паскаль») — язык программирования, разработанный в фирме Apple Computer в 1986 году группой Ларри Теслера, который консультировался с Никлаусом Виртом. Произошёл от более ранней объектно-ориентированной версии Паскаль, называвшейся Clascal, который был доступен на компьютере Apple Lisa.

## Изменения в Object Pascal отBorlandв сравнении сTurbo Pascal
Изменения коснулись групп целых, символьных и строковых типов, которые стали разделяться на две категории:
- Фундаментальные (fundamental) типы. Их представление в памяти (число битов и наличие знака) строго фиксируется и выдерживается неизменным во всех последующих реализациях Object Pascal для любых операционных систем и компьютерных платформ.
- Родовые (generic) типы. Их представление в памяти не фиксируется и будет реализовано оптимальным способом, в зависимости от реализации для конкретной операционной системы и компьютерной платформы.

### Интерфейсы
См. Интерфейсы: Delphi

### Перегрузка процедур и функций (не ООП)
Введена перегрузка процедур и функций, не являющихся членами объекта или класса. Перегружаются (с помощью ключевого слова overload) различающиеся типами и числом параметров процедуры и функции:
```
procedure
 
Calc
(
I
:
 
Integer
)
;
 
overload
;

// ...

procedure
 
Calc
(
S
:
 
String
;
 
J
:
 
Integer
)
;
 
overload
;

```

### Динамический массив
Введён для устранения рутинных операций выделения и возвращения памяти в heap-область (кучу), и для того, чтобы избежать случайных ошибок и утечки памяти. Элементы массива должны быть одинаковыми по типу. Нумерация элементов начинается с нуля.
Пример объявления:
```
var
 
MyFlexibleArray
:
 
array
 
of
 
Real
;

```

Использование:
```
var

  
A
,
 
B
:
 
array
 
of
 
Integer
;

begin

  
SetLength
(
A
,
 
1
)
;
 
//Выделяем память под один элемент

  
A
[
0
]
 
:=
 
1
;
   
B
 
:=
 
A
;

  
B
[
0
]
 
:=
 
2
;

end
;

```

Начиная с Delphi XE7 стали возможны следующие действия с динамическими массивами:
```
var
 
M
:
 
array
 
of
 
integer
;

begin

  
M
 
:=
 
[
1
,
 
2
,
 
3
,
 
4
,
 
5
]
;

end
;

 
M
 
:=
 
M
 
+
 
[
5
,
 
6
,
 
7
]
;

 
Insert
([
6
,
 
7
,
 
8
]
,
 
M
,
 
5
)
;
 
// вставка массива [6, 7, 8], в M, начиная с индекса 5

 
Delete
(
M
,
 
1
,
 
3
)
;
 
// удаляем 3 элемента, начиная с индекса 1

 
Concat
([
1
,
 
2
,
 
3
,
 
4
]
,
 
[
5
,
 
6
,
 
7
])

```

То есть с динамическими массивами можно работать так же, как со строками.
В динамическом массиве также возможно задание открытого массива параметров, но тип их должен быть объявлен ранее, например:
```
type
 
TDynamicCharArray
 
=
 
array
 
of
 
Char
;

function
 
Find
(
A
:
 
TDynamicCharArray
)
:
 
Integer
;

```

### Динамическая типизация

#### Операторы динамической проверки и приведения типов
В языке Object Pascal фирмы Borland появилась динамическая типизация, а также оператор динамического приведения типов as и оператор is для динамической проверки типов. Также в открытом массиве параметров стала возможна передача параметров различного типа (variant open array parameters).

#### Вариантный тип
В языке Object Pascal был введён вариантный тип данных (Variant), тип которых не известен на этапе компиляции и может изменяться на этапе выполнения программы.
Однако этот тип данных поглощает больше памяти по сравнению с соответствующими переменными и операции над данными типа Variant выполняются медленнее.
Более того, недопустимые операции над данными этого типа чаще приводят к ошибкам на этапе выполнения программы, в то время как подобные ошибки над данными другого типа были бы выявлены ещё на этапе компиляции.
Вариантные переменные могут принимать различные значения (целые, строковые, булевские, Currency, OLE-строки), быть массивами элементов этих же типов и массивом значений вариантного типа, а также содержать COM и CORBA объекты, чьи методы и свойства могут быть доступны посредством этого типа.
Однако Variant не может содержать:
- данные структурных типов;
- указатели;
- Int64 (начиная с Delphi 6 — может).

Variant можно смешивать (в выражениях и операторах) с другими вариантами, числовыми, строковыми и булевскими данными. При этом компилятор автоматически выполняет преобразование типа. Варианты, содержащие строки, не могут, однако, индексироваться (V[i] недопустимо).
```
var

  
V1
,
 
V2
,
 
V3
,
 
V4
,
 
V5
:
 
Variant
;

  
I
:
 
Integer
;

  
D
:
 
Double
;

  
S
:
 
String
;

begin

  
V1
 
:=
 
1
;
 
//значение типа integer

  
V2
 
:=
 
35
9.768
;
 
//значение типа real

  
V3
 
:=
 
'Hello world!'
;
 
//значение типа string

end
;

```

#### Параметры типа вариантного открытого массива
Стала возможна передача параметров различного типа.
В оригинале он назван как «variant open array parameters». Тип данных определяется динамически в процессе выполнения программы. Так же как и в обычном открытом массиве функция High вызывается для определения числа элементов массива. Для объявления используются ключевые слова array of const. Пример:
```
function
 
Output
(
const
 
Args
:
 
array
 
of
 
const
)
:
 
string
;

var

  
I
:
 
Integer
;

begin

  
Result
 
:=
 
''
;

  
for
 
I
 
:=
 
0
 
to
 
High
(
Args
)
 
do
 
with
 
Args
[
I
]
 
do

    
case
 
VType
 
of

      
vtString
:
     
Result
 
:=
 
Result
 
+
 
VString
^;

      
vtPChar
:
      
Result
 
:=
 
Result
 
+
 
VPChar
;

      
vtInteger
:
    
Result
 
:=
 
Result
 
+
 
IntToStr
(
VInteger
)
;

      
vtBoolean
:
    
Result
 
:=
 
Result
 
+
 
BoolToStr
(
VBoolean
)
;

      
vtChar
:
       
Result
 
:=
 
Result
 
+
 
VChar
;

      
vtExtended
:
   
Result
 
:=
 
Result
 
+
 
FloatToStr
(
VExtended
^
)
;

      
vtObject
:
     
Result
 
:=
 
Result
 
+
 
VObject
.
ClassName
;

      
vtClass
:
      
Result
 
:=
 
Result
 
+
 
VClass
.
ClassName
;

      
vtVariant
:
    
Result
 
:=
 
Result
 
+
 
string
(
VVariant
^
)
;

      
vtInt64
:
      
Result
 
:=
 
Result
 
+
 
IntToStr
(
VInt64
^
)
;

      
vtAnsiString
:
 
Result
 
:=
 
Result
 
+
 
string
(
VAnsiString
)
;

      
vtCurrency
:
   
Result
 
:=
 
Result
 
+
 
CurrToStr
(
VCurrency
^
)
;

    
end
;

  
Result
 
:=
 
Result
 
+
 
' '
;

end
;

//...

Output
([
'test'
,
 
777
,
 
'@'
,
 
True
,
 
3.14159
,
 
TForm
])
;
 
//передача открытого массива параметров

```

Будет возвращена строка «test 777 @ T 3.14159 TForm».
Как видно, имеет свою внутреннюю структуру, обращение к которой даёт возможность определить тип данных. В строке вызова функции создаётся массив, с помощью конструктора открытого массива, который использует квадратные скобки.

### Различия в объектных моделях
Для введения новой объектной модели введено ключевое слово class (в Turbo Pascal ключевое слово object).
Введены операторы для проверки и приведения классов is и as динамически в ходе выполнения программы.
Появились указатели на методы, для чего введено новое использование ключевого слова object:
```
type

  
TMyMethod
 
=
 
procedure
 
(
Sender
 
:
 
Object
)
 
of
 
object
;

```

#### Изменения синтаксиса из-за изменения размещения объектов
В Turbo Pascal можно было работать как с динамическими, так и со статическими экземплярами объектов.
В объектной модели Object Pascal программист работает только с динамическими экземплярами классов, выделяемых в heap-области (куче). В связи с этим изменён синтаксис обращения к полям и методам объектов.
Ранее для работы с динамическими экземплярами объектов, инициализированными с использованием обращения к конструктору в сочетании с функцией New, необходимо было использовать обращение по указателю (^). Теперь тип класса стал являться по умолчанию также указателем.
Пример для сравнения:
Объектная модель в Turbo Pascal:
```
type

  
PMyObject
 
=
 
^
TMyObject
;

  
TMyObject
 
=
 
object
 
(
TObject
)

    
MyField
 
:
 
PMyType
;

    
constructor
 
Init
;

  
end
;

//...

var

  
MyObject
 
:
 
PMyObject
;

begin

  
MyObject
 
:=
 
New
(
PMyObject
,
Init
)
;

  
MyObject
^.
MyField
 
:=
 
//...

end
;

```

Новая объектная модель в Object Pascal:
```
type

  
TMyObject
 
=
 
class
 
(
TObject
)

    
MyField
 
:
 
TMyType
;

    
constructor
 
Create
;

  
end
;

//...

var

  
MyObject
 
:
 
TMyObject
;

begin

  
MyObject
 
:=
 
TMyObject
.
Create
;

  
MyObject
.
MyField
 
:=
 
//...

end
;

```

Было изменено соглашение об именовании конструкторов и деструкторов. В старой объектной модели вызов New отвечал за распределение памяти, а обращение к конструктору инициализировало выделенную область памяти. В новой модели эти действия выполняет конструктор Create. Начиная с версии Delphi XE появились статические методы класса.
Появилась возможность ограничивать видимость членов класса (методы, свойства), которые предназначены для использования только в реализации производных классов. Это даёт возможность защищать исходный код от модификации пользователями класса. Такие методы содержатся в секции protected (защищённые) в объявлении класса.

#### Визуальное объектно-ориентированное программирование
Появились понятия свойства (property) и связанные со свойствами ключевые слова read, write, stored, default (nodefault), index. Свойства визуальных объектов, видимых в интегрированной среде разработки, объявляются с помощью нового слова published в качестве секции в объявлении класса, являющегося визуальным объектом.

### Обобщения
```
type

  
{объявление}

  
generic
 
TList
<
T
>
 
=
 
class

    
Items
:
 
array
 
of
 
T
;

    
procedure
 
Add
(
Value
:
 
T
)
;

  
end
;

implementation

  
{реализация}

  
procedure
 
TList
.
Add
(
Value
:
 
T
)
;

  
begin

    
SetLength
(
Items
,
 
Length
(
Items
)
 
+
 
1
)
;

    
Items
[
Length
(
Items
)
 
-
 
1
]
 
:=
 
Value
;

  
end
;

```

Общий класс может быть просто специализирован для конкретного типа с использованием ключевого слова specialize:
```
type

  
TIntegerList
 
=
 
specialize
 
TList
<
Integer
>;

  
TPointerList
 
=
 
specialize
 
TList
<
Pointer
>;

  
TStringList
  
=
 
specialize
 
TList
<
string
>;

```

### Перегрузка операторов
Разработчики TMT Pascal (модификация Object Pascal) первыми ввели полноценную перегрузку операторов, что впоследствии было перенято разработчиками других диалектов языка: Delphi (с Delphi 2005), Free Pascal и др.
Пример:
```
{объявление}

type

  
TVector
 
=
 
packed
 
record

    
A
,
 
B
,
 
C
:
 
Double
;

    
procedure
 
From
(
const
 
A
,
 
B
,
 
C
:
 
Double
)
;

    
class
 
operator
 
Add
(
const
 
Left
,
 
Right
:
 
TVector
)
:
 
TVector
;

    
class
 
operator
 
Implicit
(
const
 
v
:
 
TVector
)
:
 
TPoint
;

  
end
;

{реализация}

implementation

//...

  
class
 
operator
 
TVector
.
Add
(
const
 
Left
,
 
Right
:
 
TVector
)
:
 
TVector
;

  
begin

    
Result
.
A
 
:=
 
Left
.
A
 
+
 
Right
.
A
;

    
Result
.
B
 
:=
 
Left
.
B
 
+
 
Right
.
B
;

    
Result
.
C
 
:=
 
Left
.
C
 
+
 
Right
.
C
;

  
end
;

  
class
 
operator
 
TVector
.
Implicit
(
const
 
v
:
 
TVector
)
:
 
TPoint
;

  
begin

    
Result
.
A
 
:=
 
round
(
v
.
A
)
;

    
Result
.
B
 
:=
 
round
(
v
.
B
)
;

  
end
;

//...

{использование}

var

  
v1
,
 
v2
:
 
TVector
;

begin

  
v1
.
From
(
20
,
 
70
,
 
0
)
;

  
v2
.
From
(
15
,
 
40
,
 
4
)
;

  
Canvas
.
Polygon
([
v1
,
 
v2
,
 
v1
 
+
 
v2
])
;

end
;

```

## Поддержка различными разработчиками
Начиная с версии среды Delphi 7 фирма Borland стала официально называть язык Object Pascal как Delphi.
Язык Object Pascal поддерживается и развивается другими разработчиками. Наиболее серьёзные реализации Object Pascal (помимо Delphi) — это кроссплатформенный TopSpeed Pascal (версия языка Turbo Pascal) мультиязыковой среды TopSpeed, TMT Pascal, Virtual Pascal, PascalABC.NET, Free Pascal, GNU Pascal. Язык программирования Oxygene является диалектом Object Pascal для платформы .NET и дальнейшим его развитием, а новыми возможностями языка является оператор ":", асинхронный и отложенный вызовы методов, асинхронное выполнение блока кода, параллельные циклы, анонимные конструкторы, элементы контрактного и аспектно-ориентированного программирования и др. (компилятор распространяется без ограничений).

## Примеры «Hello, world!» в различных объектных расширениях языка
```
program
 
ObjectPascalExample
;

type

  
THelloWorld
 
=
 
object

    
procedure
 
Put
;

  
end
;

var

  
HelloWorld
:
 
THelloWorld
;

procedure
 
THelloWorld
.
Put
;

begin

  
WriteLn
(
'Hello, World!'
)
;

end
;

begin

  
New
(
HelloWorld
)
;

  
HelloWorld
.
Put
;

  
Dispose
(
HelloWorld
)
;

end
.

```

Delphi (для обеспечения обратной совместимости) и Free Pascal также поддерживают этот вариант синтаксиса.
```
program
 
ObjectPascalExample
;

type

  
PHelloWorld
 
=
 
^
THelloWorld
;

  
THelloWorld
 
=
 
object

    
procedure
 
Put
;

  
end
;

var

  
HelloWorld
:
 
PHelloWorld
;
 
{ это указатель на THelloWorld }

procedure
 
THelloWorld
.
Put
;

begin

  
WriteLn
(
'Hello, World!'
)
;

end
;

begin

   
New
(
HelloWorld
)
;

   
HelloWorld
^.
Put
;

   
Dispose
(
HelloWorld
)
;

end
.

```

В Free Pascal этот вариант синтаксиса доступен в режимах ObjFpc и Delphi.
```
program
 
ObjectPascalExample
;

type

  
THelloWorld
 
=
 
class
                    
{ определение класса }

    
procedure
 
Put
;

  
end
;

procedure
 
THelloWorld
.
Put
;
               
{ описание процедуры метода Put класса THelloWorld }

begin

  
Writeln
(
'Hello, World!'
)
;

end
;

var

  
HelloWorld
:
 
THelloWorld
;
               
{ определение переменной-указателя на экземпляр класса }

begin

  
HelloWorld
 
:=
 
THelloWorld
.
Create
;
      
{ конструктор возвращает значение указателя на экземпляр класса }

  
HelloWorld
.
Put
;

  
HelloWorld
.
Free
;
                       
{ деструктор уничтожает экземпляр класса и освобождает область памяти }

end
.

```